# BMW G29
| Sterne im Euro NCAP-Crashtest |

Der BMW Z4 (interne Baureihenbezeichnung: G29) ist die dritte und aktuelle Generation des Roadsters Z4 von BMW.

## Geschichte
Bereits 2012 verständigten sich Toyota und BMW auf die gemeinsame Entwicklung eines Sportwagens; Ende 2018 kam er auf den Markt: als Roadster BMW Z4 und von Toyota  als Coupé GR Supra auf derselben technischen Basis.
Auf der IAA hatte BMW mit dem Concept Z4 einen Ausblick als Konzeptfahrzeug gezeigt.
Der Z4 als Serienfahrzeug wurde während der Monterey Car Week am 23. August 2018 in Pebble Beach vor der „The Lodge at Pebble Beach“ auf dem „Pebble Beach Concours d’Elegance Reviewing Stand“ vorgestellt.
Im Oktober 2018 war die Messepremiere auf dem Pariser Autosalon. Designer war der Australier Calvin Luk, der u. a. die zweite Generation des BMW X1 gestaltete.
Produziert wird der Wagen seit 2. November 2018 bei Magna Steyr. Vom 9. März 2019 bis Ende Juni 2019 wurde das leistungsstärkste Modell, der M40i, in der Lackierung Frozen Orange als Sondermodell „First Edition“ angeboten.

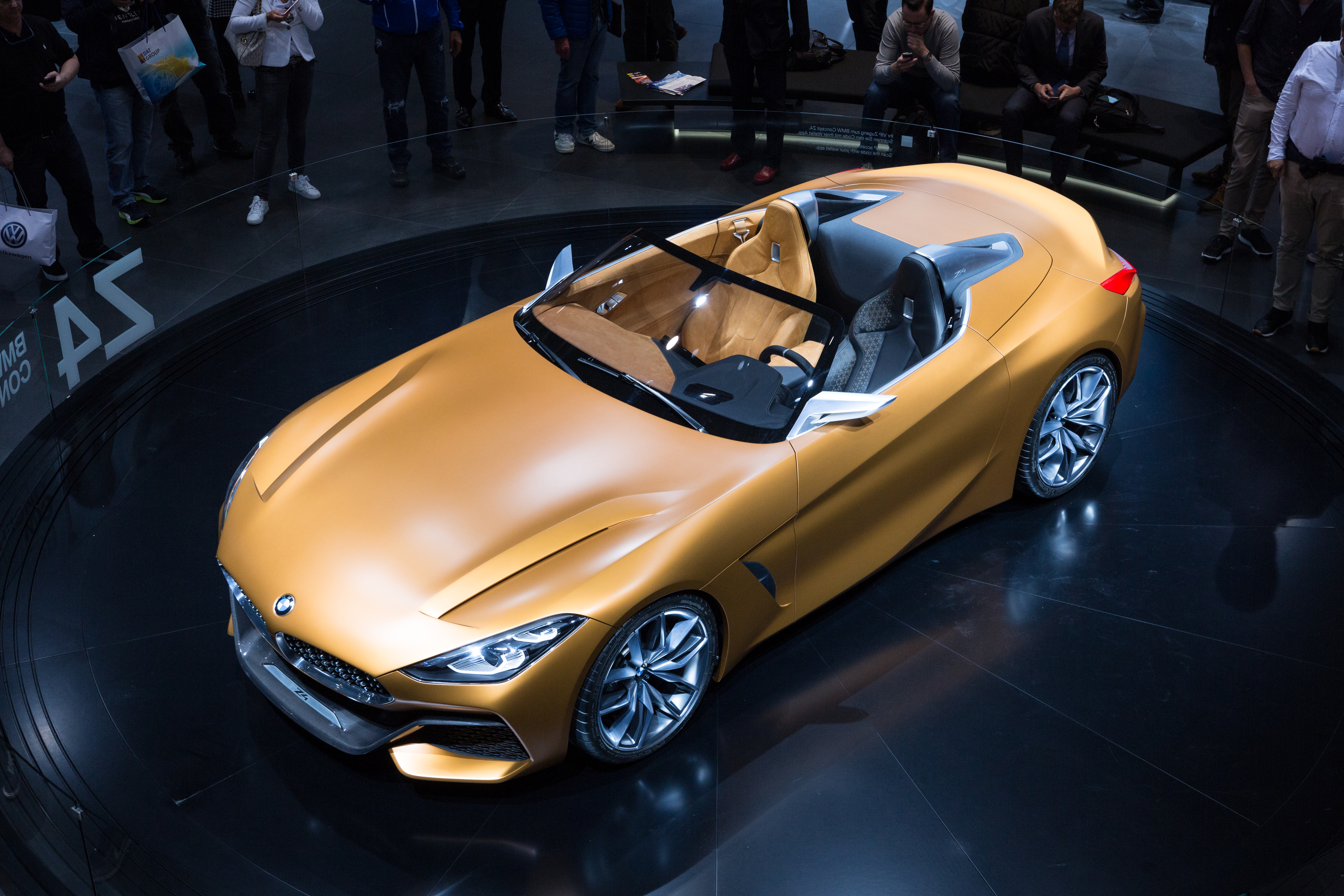
Z4 Concept auf der IAA 2017
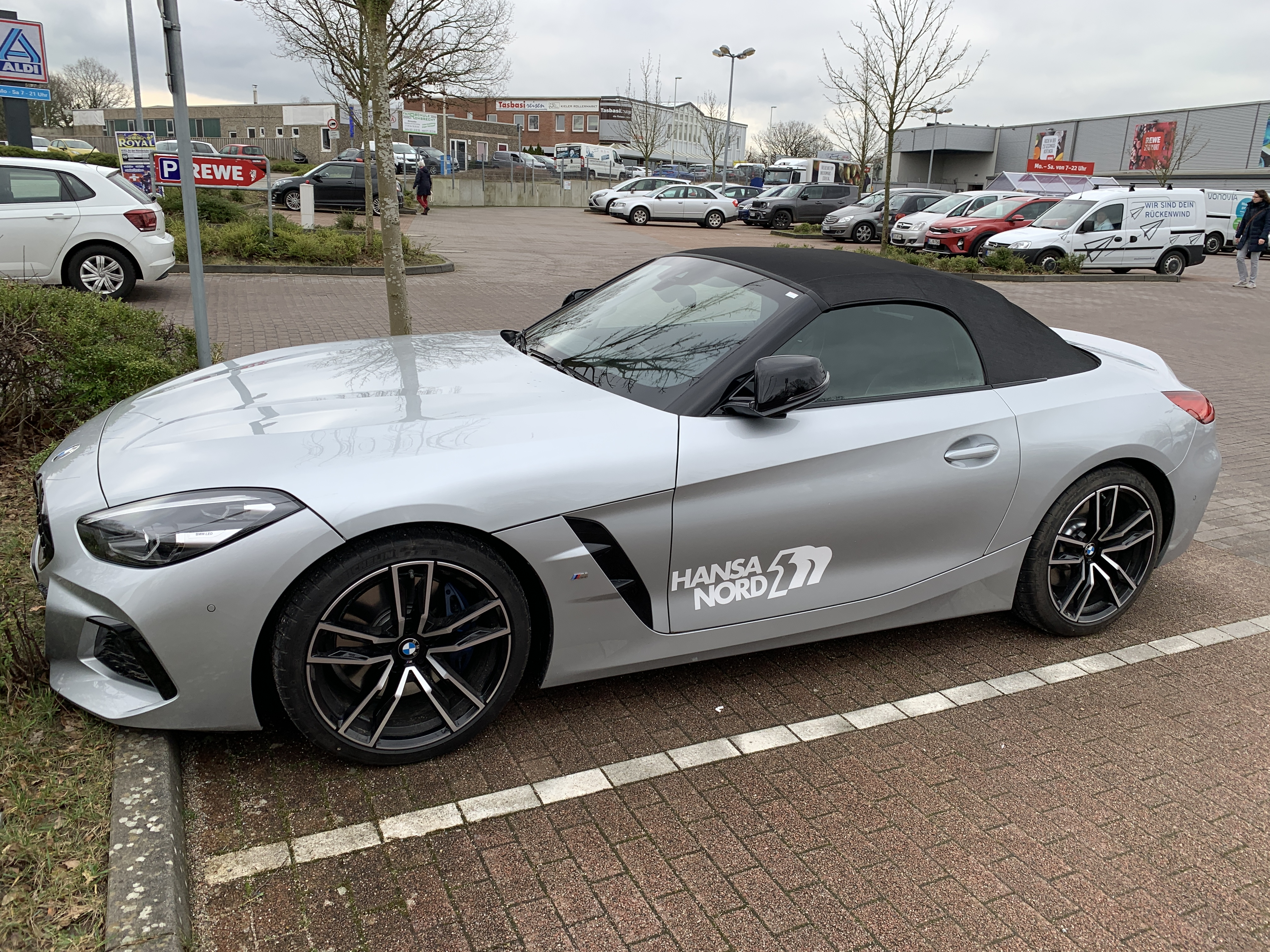
Seitenansicht sDrive 30i
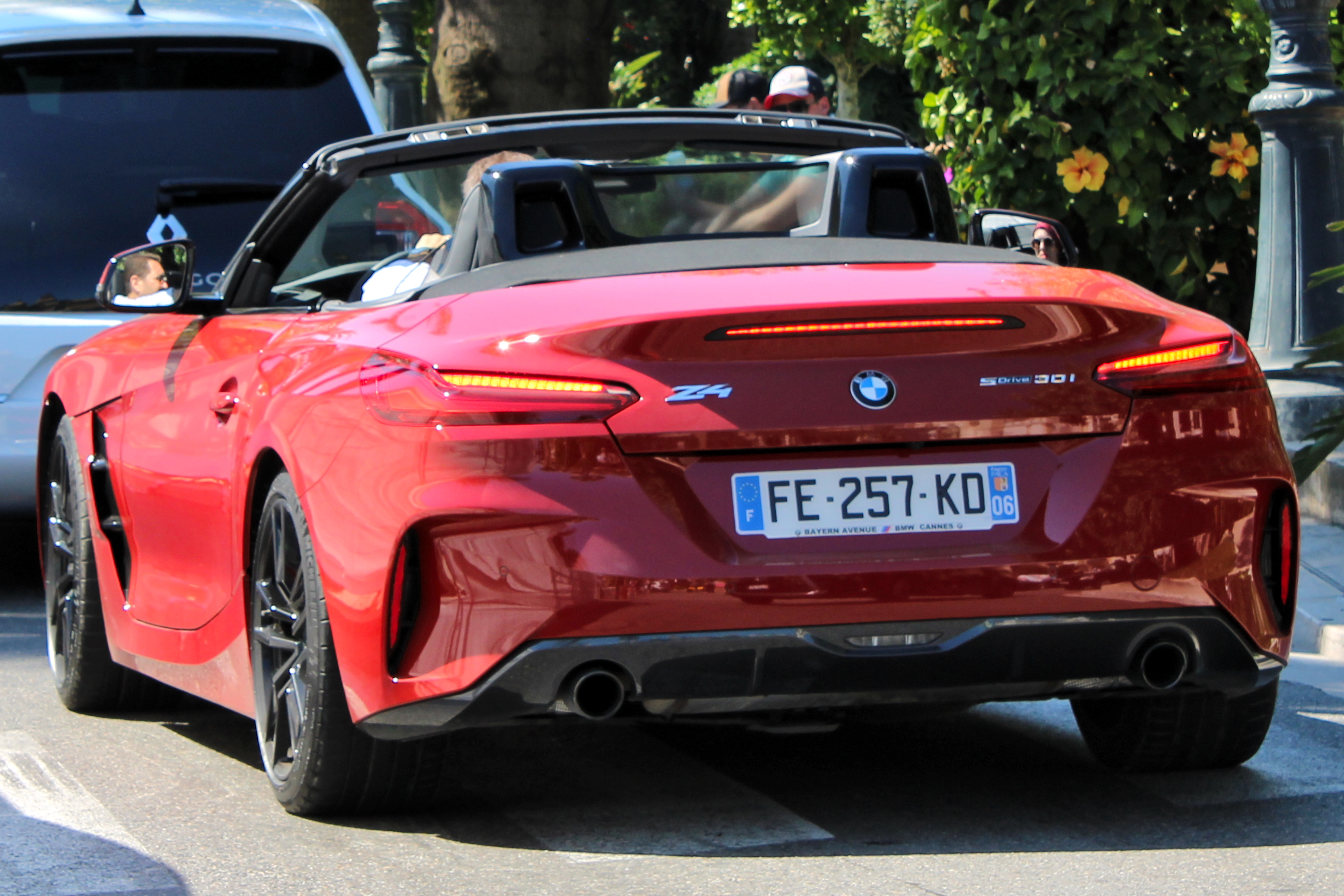
Z4 30i Heckansicht mit aktiven Bremsleuchten
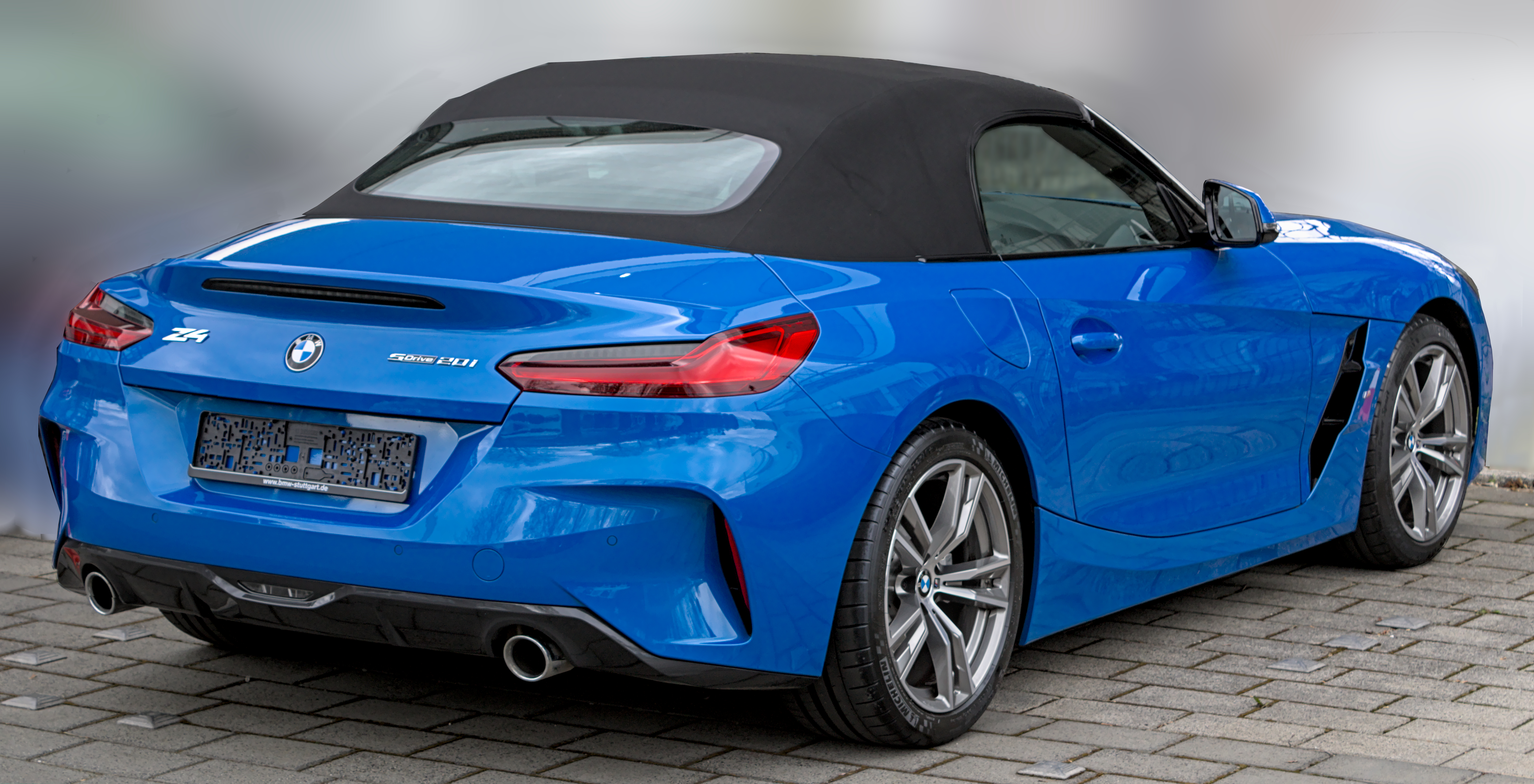
Heckansicht Z4 sDrive 20i geschlossen
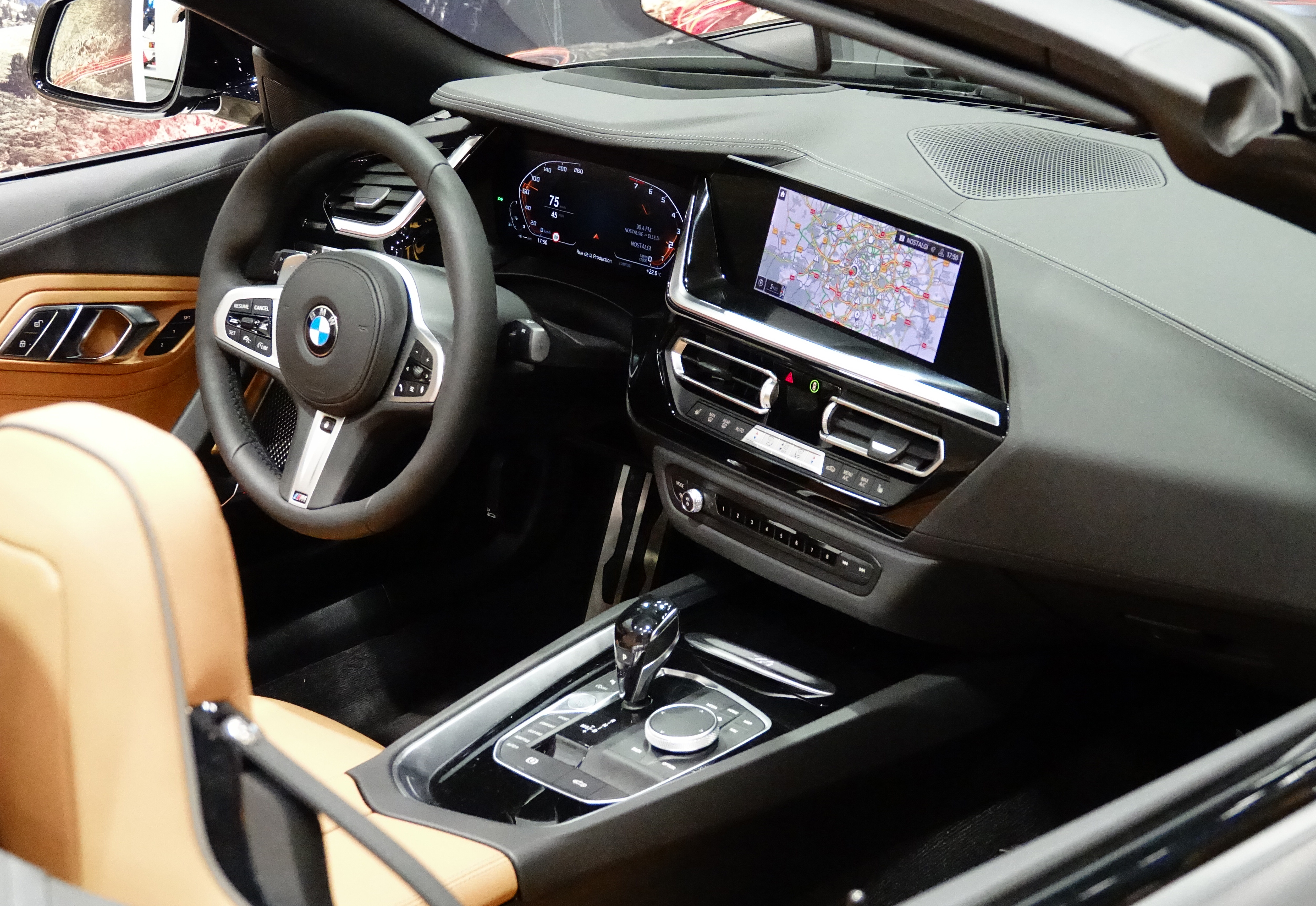
Instrumententafel, Interieur

Zum Modelljahr 2023, das im September 2022 vorgestellt wurde, erfolgte ein dezentes Facelift. Dabei wurde das Design der Nieren und das der Lufteinlässe in der Front leicht modifiziert. Zusätzlich erhielt der Z4 Anpassungen bezüglich der Ausstattung und der Farben. So gehören nun M-Paket, Windschutz, Einparkhilfe vorn und hinten sowie die Klimaautomatik zur Serienausstattung. Außerdem ist der violette Farbton Thundernight metallic aus dem 2er Coupé erhältlich.

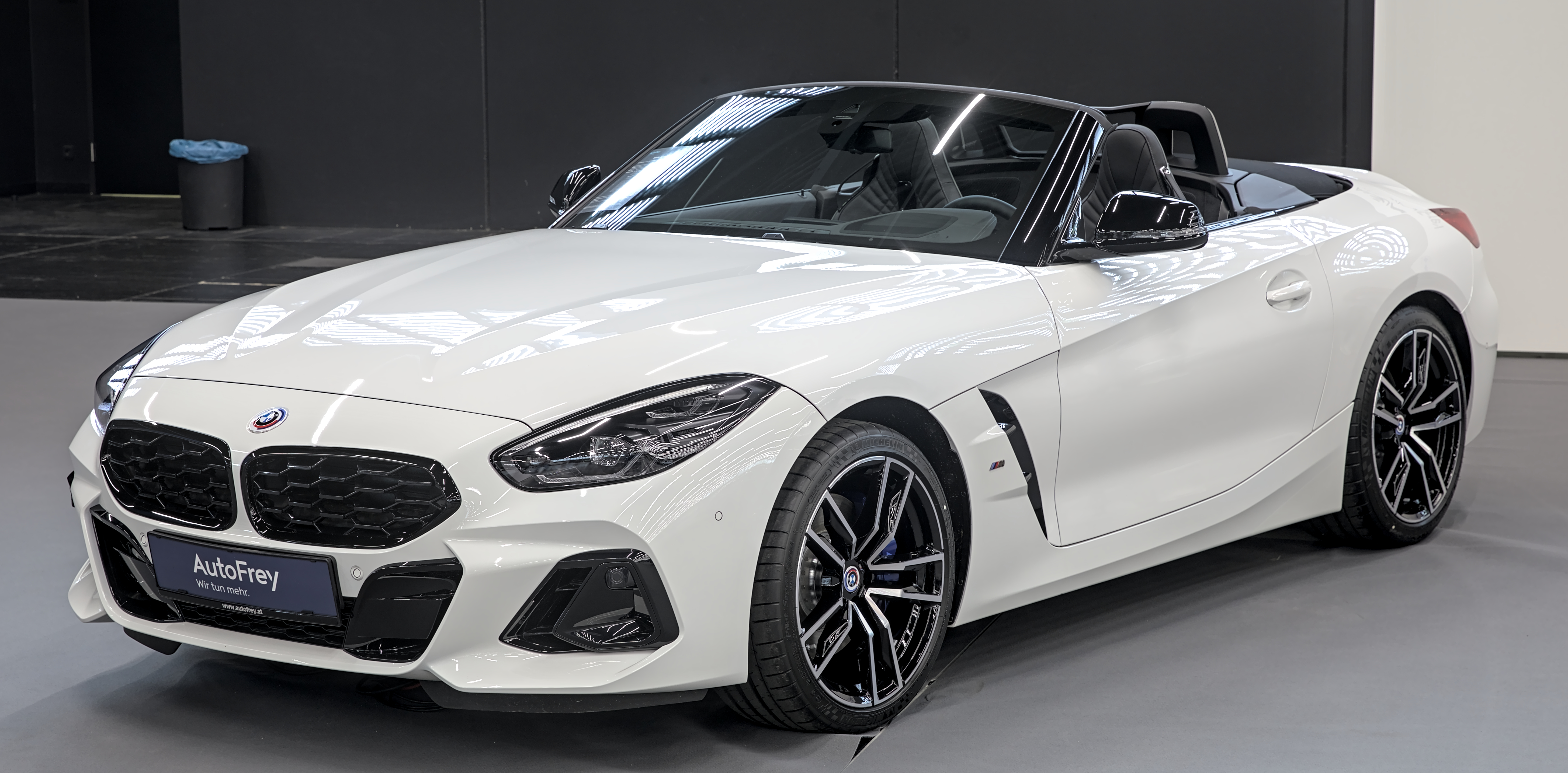
BMW Z4 M40i (seit 2022)
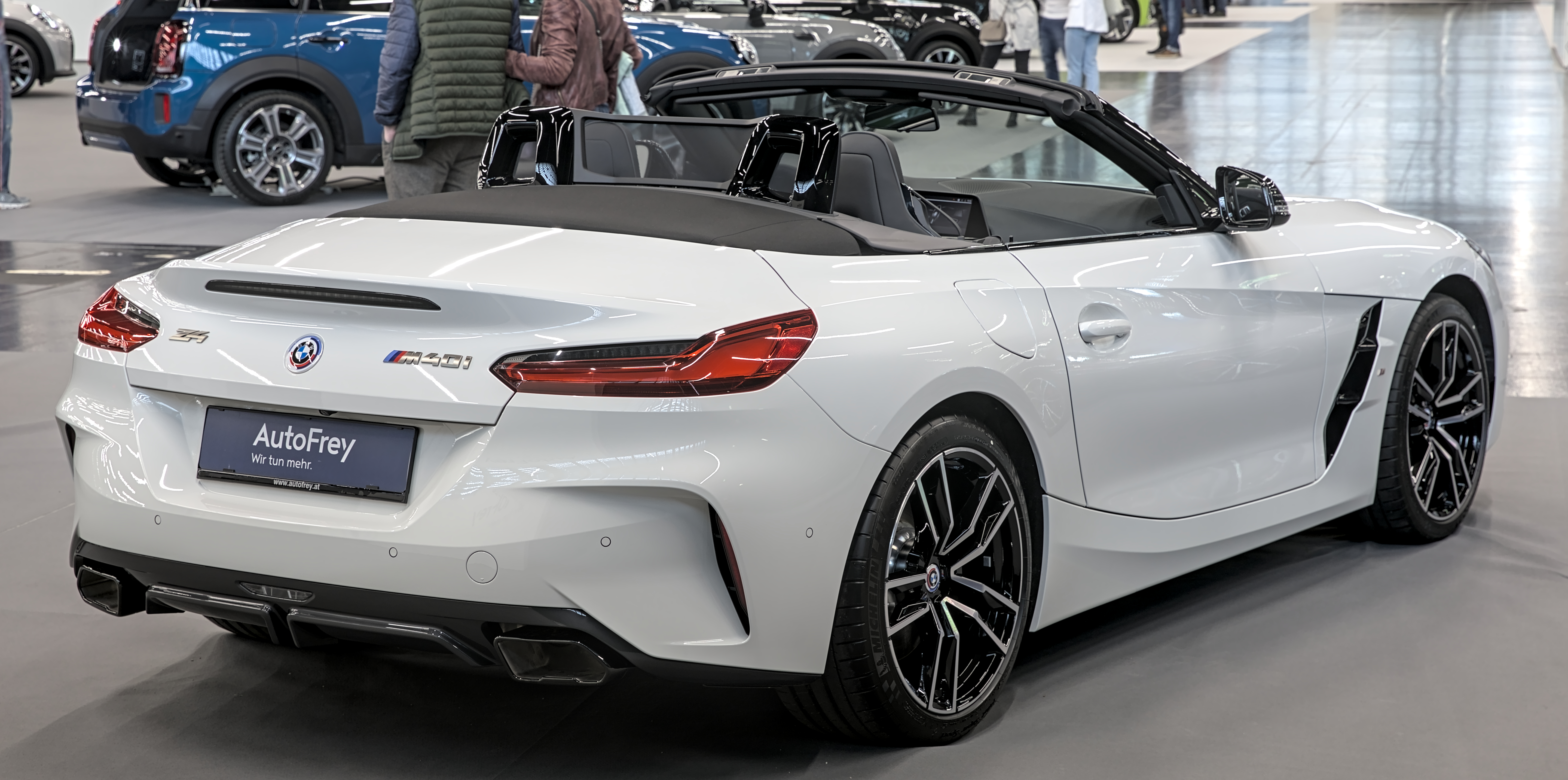
Heckansicht

Auf Basis des G29 präsentierte BMW auf dem Concorso d’Eleganza Villa d’Este im Mai 2023 das Einzelstück Concept Touring Coupé als Reminiszenz an den Shooting Brake des BMW Z3. Angetrieben wird es vom bekannten Dreiliter-Reihensechszylinderantrieb M40i. Der Umbau erfolgte bei Superstile in Turin.
Im Januar 2024 präsentierte BMW das Sondermodell Edition Pure Impulse, das den Antrieb des M40i mit einem 6-Gang-Schaltgetriebe kombiniert. Weiter hat das Modell eine angepasste Software-Regelung für das Fahrwerk. Mit „Frozen Deep Green metallic“ für Europa und „San Remo Green metallic“ für Nordamerika gibt es zwei Farbtöne ausschließlich für dieses Sondermodell. Die Edition Pure Impulse kam im März 2024 in den Handel. Die Einführung des Schaltgetriebes ließ die Verkäufe 2024 um mehr als 13 Prozent steigen, so dass die Produktion des Z4 bis Mai 2026 weitergeführt werden soll.

## Technik
Das Fahrzeug mit Stoffverdeck, das binnen zehn Sekunden geschlossen werden kann, steht wie u. a. der BMW G30 und der BMW G20 auf der CLAR-Plattform.  Aus Gewichtsgründen bestehen Motorhaube und Türen aus Aluminium, die Heckklappe aus Kunststoff. Für Steifigkeit wird mit Streben und einer Vorderachsanbindung über vier statt drei Punkte gesorgt. Gegenüber dem Vorgänger werden 30 Prozent Verbesserung bei der Steifigkeit genannt.
Das Fahrwerk erhält eine 5-Lenker-Hinterachse und ein elektronisches Differential. Beide Achsen sind in Aluminium-Stahl-Leichtbauweise ausgeführt; auf sie verteilt sich das gesamte Gewicht 50 : 50. Die Scheibenbremsen sind vorn und hinten belüftet. Der M40i ist mit einem Sportfahrwerk mit elektronisch geregelten Dämpfern, einer Sportbremsanlage mit Vierkolben-Faustsätteln an den vorderen Bremsscheiben und einem Sportdifferential im Hinterachsgetriebe ausgestattet.
Die Scheinwerfer nutzen LED-Technik, die Rückleuchten Organische Leuchtdioden (Abkürzung OLED).  Rückfahr- und Nebelschlusslicht sitzen als eine kleine Zusatzleuchte unten in der Mitte der Heckschürze, beim M40i über dem Diffusor. Die Fahrzeugelektronik erlaubt über NFC (Nahfeldkommunikation) das Öffnen bzw. Schließen des Fahrzeugs und ein Starten des Motors mit dem Smartphone.
Auf Wunsch ist der G29 mit Head-up-Display lieferbar.

## Technische Daten
Es werden zwei Zweiliter-Vierzylindermotoren (20i, 30i) sowie ein maximal 250 kW (340 PS) leistender Reihensechszylindermotor (M40i) mit Turboaufladung angeboten. Die Vierzylindermotoren sind BMW-B48-Motoren. Der Sechszylindermotor ist der zum Oktober 2018 überarbeitete B58-Motor. Auf einigen Märkten wird der M40i ohne Ottopartikelfilter angeboten und leistet dort maximal 285 kW (388 PS) bei gleichem Drehmoment.
|                                                                  | sDrive20i                   | sDrive20i                   | sDrive20i                   | sDrive30i                   | sDrive30i                   | sDrive30i                   | M40i                        | M40i                        | M40i                        | M40i (1)                    |
| ---------------------------------------------------------------- | --------------------------- | --------------------------- | --------------------------- | --------------------------- | --------------------------- | --------------------------- | --------------------------- | --------------------------- | --------------------------- | --------------------------- |
| Bauzeit                                                          | 03/2019–06/2020             | 07/2020–01/2024             | seit 03/2024                | 03/2019–06/2020             | 07/2020–01/2024             | seit 03/2024                | 03/2019–06/2020             | 07/2020–01/2024             | seit 03/2024                | seit 03/2019                |
| Motorart                                                         | Ottomotor                   | Ottomotor                   | Ottomotor                   | Ottomotor                   | Ottomotor                   | Ottomotor                   | Ottomotor                   | Ottomotor                   | Ottomotor                   | Ottomotor                   |
| Motorbezeichnung                                                 | BMW B48B20B                 | BMW B48B20B                 | BMW B48B20B                 | BMW B48B20B, B46B20B        | BMW B48B20B, B46B20B        | BMW B48B20B, B46B20B        | BMW B58B30C                 | BMW B58B30C                 | BMW B58B30C                 | BMW B58B30C                 |
| Motorbauart                                                      | R4                          | R4                          | R4                          | R4                          | R4                          | R4                          | R6                          | R6                          | R6                          | R6                          |
| Gemischaufbereitung                                              | Benzindirekteinspritzung    | Benzindirekteinspritzung    | Benzindirekteinspritzung    | Benzindirekteinspritzung    | Benzindirekteinspritzung    | Benzindirekteinspritzung    | Benzindirekteinspritzung    | Benzindirekteinspritzung    | Benzindirekteinspritzung    | Benzindirekteinspritzung    |
| Motoraufladung                                                   | Twin-Scroll-Abgasturbolader | Twin-Scroll-Abgasturbolader | Twin-Scroll-Abgasturbolader | Twin-Scroll-Abgasturbolader | Twin-Scroll-Abgasturbolader | Twin-Scroll-Abgasturbolader | Twin-Scroll-Abgasturbolader | Twin-Scroll-Abgasturbolader | Twin-Scroll-Abgasturbolader | Twin-Scroll-Abgasturbolader |
| variable Ventilsteuerung                                         | Valvetronic                 | Valvetronic                 | Valvetronic                 | Valvetronic                 | Valvetronic                 | Valvetronic                 | Valvetronic                 | Valvetronic                 | Valvetronic                 | Valvetronic                 |
| Hubraum                                                          | 1998 cm³                    | 1998 cm³                    | 1998 cm³                    | 1998 cm³                    | 1998 cm³                    | 1998 cm³                    | 2998 cm³                    | 2998 cm³                    | 2998 cm³                    | 2998 cm³                    |
| max. Leistung bei 1/min                                          | 145 kW (197 PS)/ 4500–6500  | 145 kW (197 PS)/ 4500–6500  | 145 kW (197 PS)/ 4500–6500  | 190 kW (258 PS)/ 5000–6500  | 190 kW (258 PS)/ 5000–6500  | 190 kW (258 PS)/ 5000–6500  | 250 kW (340 PS)/ 5000–6500  | 250 kW (340 PS)/ 5000–6500  | 250 kW (340 PS)/ 5000–6500  | 285 kW (388 PS)/ 5800–6500  |
| max. Drehmoment bei 1/min                                        | 320 Nm/ 1450–4200           | 320 Nm/ 1450–4200           | 320 Nm/ 1450–4200           | 400 Nm/ 1550–4400           | 400 Nm/ 1550–4400           | 400 Nm/ 1550–4400           | 500 Nm/ 1600–4500           | 500 Nm/ 1600–4500           | 500 Nm/ 1600–4500           | 500 Nm/ 1800–4500           |
| Getriebe, serienmäßig                                            | 6-Gang-Schaltgetriebe (2)   | 6-Gang-Schaltgetriebe (2)   | 6-Gang-Schaltgetriebe (2)   | 8-Gang-Automatikgetriebe    | 8-Gang-Automatikgetriebe    | 8-Gang-Automatikgetriebe    | 8-Gang-Automatikgetriebe    | 8-Gang-Automatikgetriebe    | 8-Gang-Automatikgetriebe    | 8-Gang-Automatikgetriebe    |
| Getriebe, wahlweise                                              | [8-Gang-Automatikgetriebe]  | [8-Gang-Automatikgetriebe]  | [8-Gang-Automatikgetriebe]  | —                           | —                           | —                           | —                           | —                           | [6-Gang-Schaltgetriebe] (3) | [6-Gang-Schaltgetriebe] (3) |
| Antrieb, serienmäßig                                             | Hinterradantrieb            | Hinterradantrieb            | Hinterradantrieb            | Hinterradantrieb            | Hinterradantrieb            | Hinterradantrieb            | Hinterradantrieb            | Hinterradantrieb            | Hinterradantrieb            | Hinterradantrieb            |
| Beschleunigung, 0–100 km/h in s                                  | 6,8 [6,6]                   | 6,8 [6,6]                   | 6,8 [6,6]                   | 5,4                         | 5,4                         | 5,4                         | 4,5                         | 4,5                         | 4,5 [4,6]                   | 4,1 [4,4]                   |
| Höchstgeschwindigkeit in km/h                                    | 241 [240]                   | 241 [240]                   | 241 [240]                   | 250                         | 250                         | 250                         | 250                         | 250                         | 250 [250]                   | 250 [250]                   |
| Leergewicht nach EG                                              | 1480 kg [1495 kg]           | 1495–1510 kg [1505–1525 kg] | 1510 kg [1525 kg]           | 1490 kg                     | 1505–1545 kg                | 1545 kg                     | 1610 kg                     | 1630–1640 kg                | 1640 kg [1625 kg]           | 1607 kg [1594 kg]           |
| Kraftstoffverbrauch, nach EWG-Richtlinie, kombiniert in l/100 km | 6,9 [6,0–6,1]               | 6,9 [6,0]                   | 7,1–7,4 [6,9–7,3]           | 6,0–6,1                     | 6,0                         | 7,0–7,4                     | 7,1–7,4                     | 7,2                         | 7,8–8,0 [8,7]               | k. A.                       |
| CO2-Emission mit Seriengetriebe, kombiniert in g/km              | 157 [137–139]               | 158 [136]                   | 159–167 [157–164]           | 137–139                     | 138                         | 159–167                     | 162–168                     | 164                         | 175–181 [195–197]           | k. A.                       |
| Tankinhalt                                                       | 52 l                        | 52 l                        | 52 l                        | 52 l                        | 52 l                        | 52 l                        | 52 l                        | 52 l                        | 52 l                        | 52 l                        |
| Abgasnorm nach EU-Klassifikation                                 | Euro 6d-TEMP                | Euro 6d                     | Euro 6e                     | Euro 6d-TEMP                | Euro 6d                     | Euro 6e                     | Euro 6d-TEMP                | Euro 6d                     | Euro 6e                     | k. A.                       |

## Verwandte Fahrzeuge
Nachdem Toyota den bauähnlichen Supra seit 2019 anbietet, stellte im Juli 2021 der deutsche Hersteller Boldmen den auf dem Z4 M40i aufbauenden CR 4 vor, seit Oktober 2022 in einer auf 368 kW (500 PS) leistungsgesteigerten Version. Estella-Fahrzeugtechnik baut seit 2024 den ebenfalls 368 kW (500 PS) starken und auf 15 Exemplare limitierten Tender 5.7, der optisch an den BMW 507 erinnern soll.

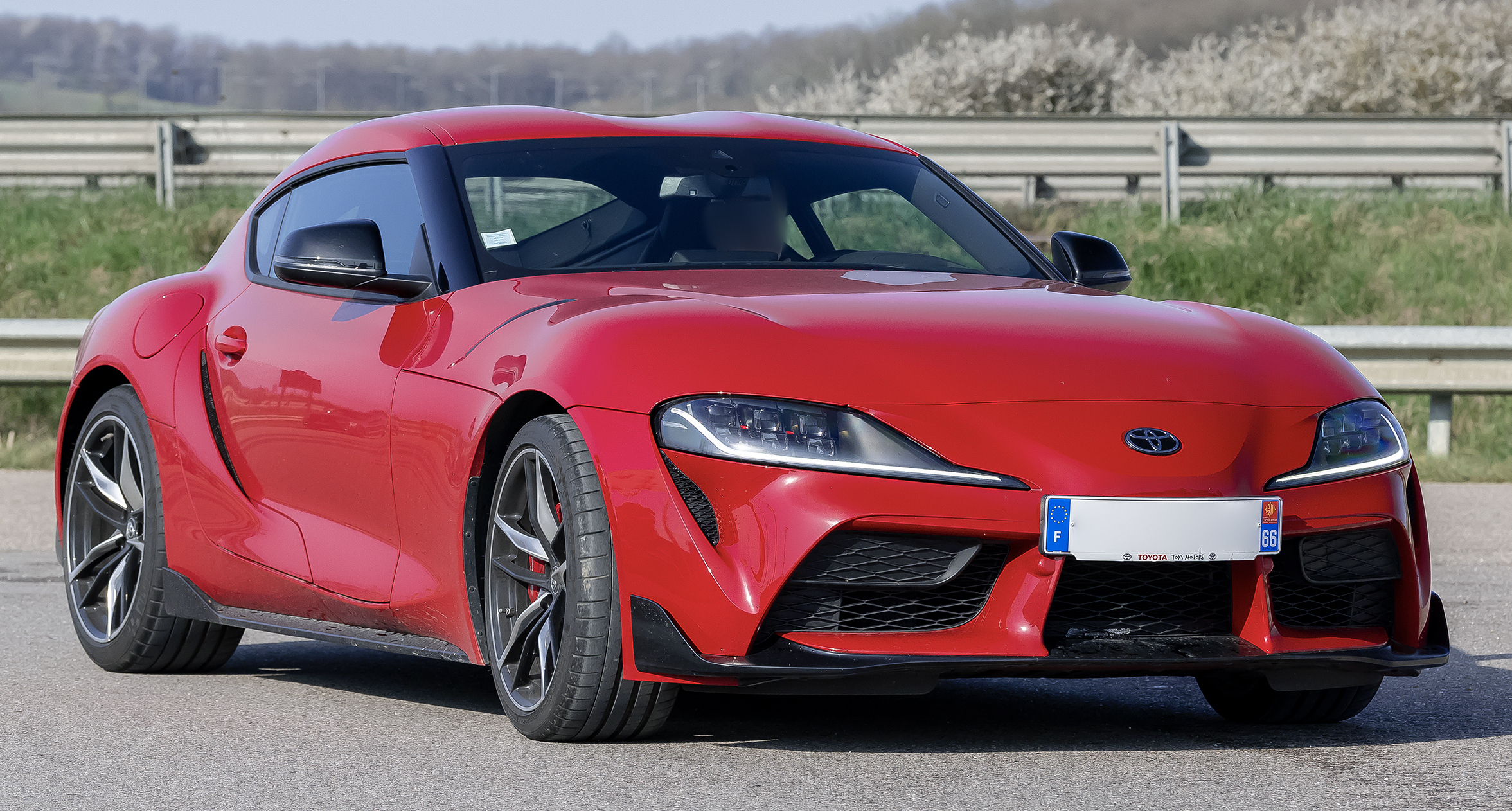
Toyota GR Supra
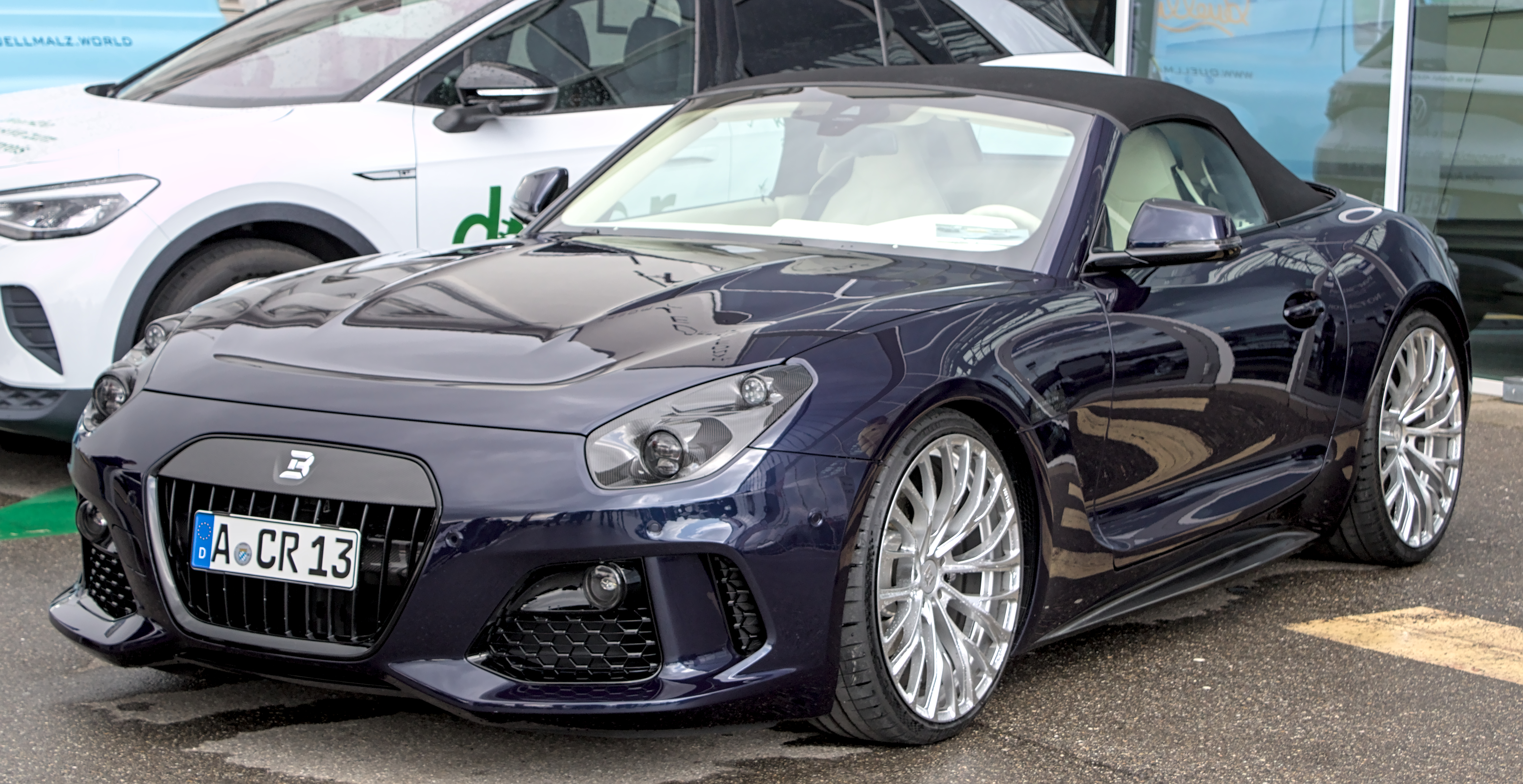
Boldmen CR 4
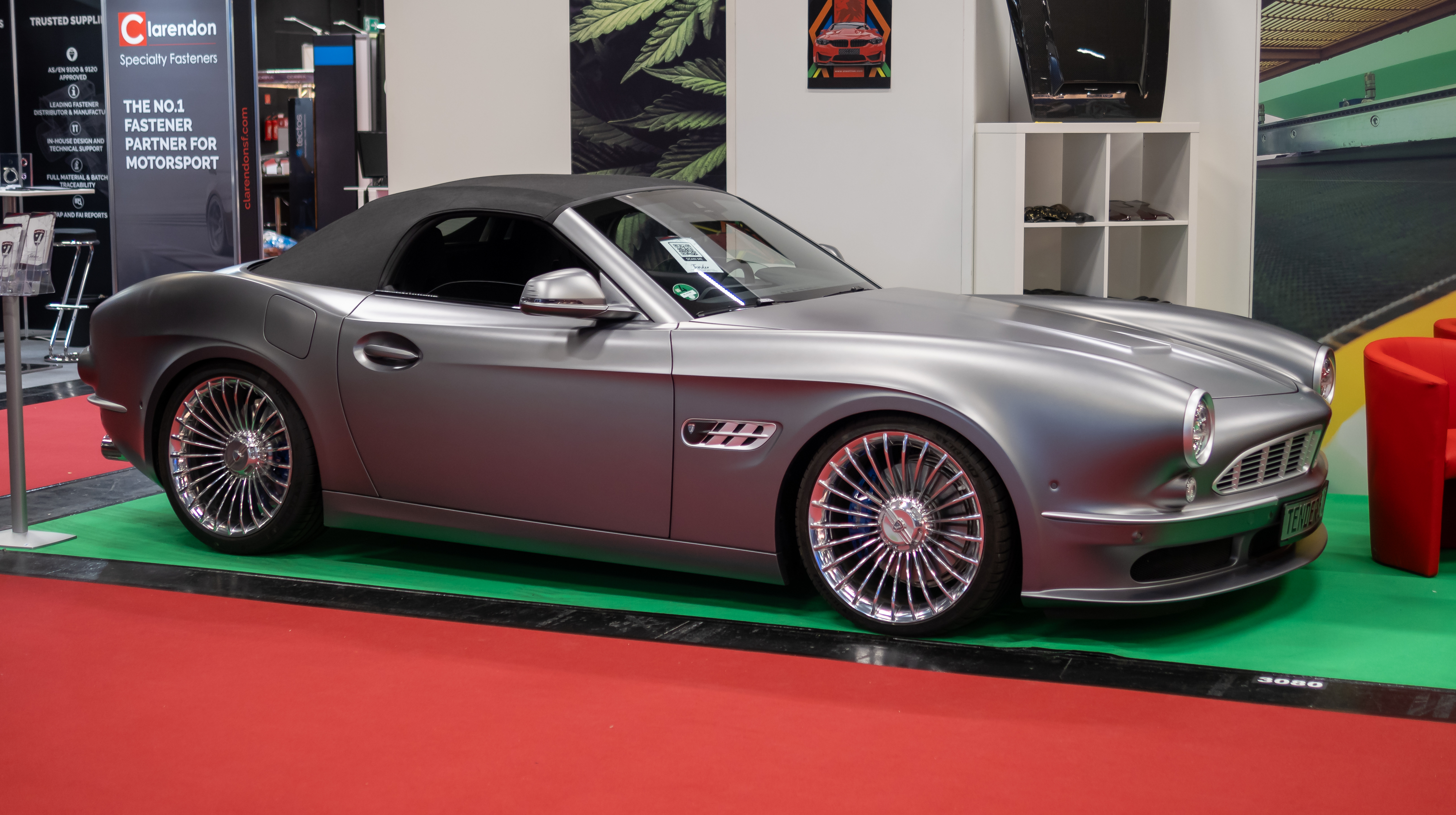
Estella Tender 5.7